# Ehvard
Yeghvard (armeană Եղվարդ) este un oraș din Provincia Kotayk, Armenia.